# Ismail II. (Granada)
Ismail II. (* 4. Oktober 1339 in Granada; † 13. Juli 1360) war Emir von Granada von 1359 bis 1360.
Ismail II. war der zweitälteste Sohn von Yusuf I. und der Halbbruder von Muhammad V. Er wurde von Abu Said, einem Verwandten aus einer Seitenlinie der Nasriden, 1359 als Emir von Granada eingesetzt, nachdem dieser Muhammad V. gestürzt und zur Flucht nach Marokko gezwungen hatte. Er befand sich völlig unter dessen Kontrolle. Schon 1360 wurde Ismail II. von Abu Said gestürzt und ermordet, der nun als Muhammad VI. (1360–1362) selbst den Thron von Granada bestieg.